# Barbara Guidolin
Barbara Guidolin (Bassano del Grappa, 21 settembre 1975) è una politica italiana, dal 23 marzo 2018 senatrice della Repubblica per il Movimento 5 Stelle.

## Biografia
Nata a Bassano del Grappa, in provincia di Vicenza, ma vive a Rosà, conseguita il diploma tecnico dei servizi turistici all'istituto "Giovanni Antonio Remondini", ha lavorato come impiegata d'uffico, operaia metalmeccanica, barista e operatrice socio-sanitario.

### Attività politica
Iscritta al Movimento 5 Stelle (M5S), alle elezioni comunali in Veneto del 2012 si è candidata a sindaco di Rosà, in cui raccoglie il 15,63% dei voti, che le permette di essere eletta consigliere comunale di opposizione, rimanendo in carica per tutti i cinque anni fino al 2017, svolgendo il ruolo di capogruppo del M5S.
Alle elezioni politiche del 2018 viene candidata al Senato della Repubblica per il Movimento 5 Stelle, sia nel collegio uninominale Veneto - 06 (Bassano del Grappa) che nel collegio plurinominale Veneto - 02. Nell'uninominale ottiene il 24,18% dei voti e viene superata dal candidato del centro-destra, in quota forzista, l'avvocato Niccolò Ghedini (51,99%), mentre nel plurinominale viene eletta senatrice. Nel corso della XVIII legislatura è stata componente della 5ª Commissione Bilancio, in sostituzione della sottosegretaria al lavoro Rossella Accoto, della 11ª Commissione Lavoro pubblico e privato, previdenza sociale e della Commissione straordinaria per la tutela e la promozione dei diritti umani, oltreché membro supplente della delegazione italiana all'Assemblea parlamentare del Consiglio d'Europa, membro e vicepresidente della Commissione parlamentare d'inchiesta sulle attività connesse alle comunità di tipo familiare che accolgono minori.
Nel 2020 ricopre l'incarico di facilitatore regionale del Movimento 5 Stelle.
Alle elezioni politiche anticipate del 2022 viene ricandidata al Senato nel collegio uninominale Veneto - 04 (Vicenza), sostenuta dal M5S, oltreché in prima posizione nel collegio plurinominale Veneto - 02. Arriva quarta all’uninominale con il 5,14%, dietro a Mara Bizzotto del centrodestra (56,95%), a Claudia Maria Longhi del centro-sinistra (22,20%) e a Marilisa Munari di Azione - Italia Viva (8,84%), ma risulta eletta al plurinominale.